# PerVers (Band)
PerVers ist eine österreichische Hip-Hop-Gruppe aus Wien die 1999 gegründet wurde.

## Geschichte
Die Gruppe besteht aus den MCs Dauawizzy und Boucher aka Metzga. Ehemalige DJs: DJs Krizzfader und B.Chill. Gemeinsam mit sechs anderen Künstlern und Gruppen bildeten PerVers die Rooftop Clique, neben der Tonträger Posse aus Linz eine der bekannten und erfolgreichen Hip-Hop-Crews aus Österreich. PerVers präsentiert sich ironisch als die „Strizzis“ des Rap in Wiener Mundart. Bekannt wurde die Band auch durch das Lied Sacklbicka feat. A. Geh Wirklich und durch einen Auftritt als Vorgruppe von Cappadonna (Wu-Tang Clan) zu einem Feature im Titel Discotize (feat. Cappadonna, Faun). In Deutschland ist die Gruppe vor allem durch zwei Auftritte am splash! (2003 und 2005) bekannt geworden. 2006, 2013 und 2019 trat sie beim Hip Hop Kemp in Tschechien auf. Sacklbicka war auch Teil des Soundtracks zu dem österreichischen Kinofilm Echte Wiener 2 – die Deppaten und die Gespritzten.
2017 erschien die EP Fett in jeder Hinsicht unter dem Bandnamen Muskuliös, ein Projekt von perVers, Cottleti und Bonz. 2019 gründeten die beiden Rapper Metzga & Dauawizzy das Label E.A.T. Rec.

## Diskografie
- 2003: Viel brav & sei Spass (Album, Headquarter Records)
- 2005: Minimum Platinum (Album, Coolesterin Records)
- 2007: D.A.W.W.F. (EP, Coolesterin Records)
- 2011: Play You Yes Not (Album, Stiege 44)
- 2013: Gestern wie Heit (Single, Deine Mutter Rec.)
- 2017: Ich muss tun (Single, Stiege44) = Dauawizzy
- 2019: Was ich will (Single, E.A.T.) = Dauawizzy
- 2019: R.W.V.D.G. (Single, E.A.T.)
- 2019: Tu Es! (Single, E.A.T.)
- 2019: Scheiss drauf ich mach Party (Single, E.A.T.)
- 2020: Fahne hoch (Dauawizzy, Single, E.A.T.)
- 2021: Pro bono (Dauawizzy, Single, E.A.T.)